# Libéralisme brésilien
Le libéralisme au Brésil a été créé en 1831 par opposition au conservatisme. Avec la révolution républicaine de 1889 le libéralisme organisé a disparu. Quelques  partis libéraux ont été créés au XXe siècle. Depuis 1966, le libéralisme est le mieux représenté par le Mouvement démocratique. Après que le multipartisme est devenu un fait, plusieurs partis se sont étiquetés libéraux, mais le nom est aussi utilisé par les forces conservatrices modérées. À l'heure actuelle trois partis politiques brésiliens ont le mot libéral dans leur nom : le Parti du Front libéral (Partido da Frente libéral) est un parti conservateur, membre de l'Union démocrate internationale. Le Parti libéral (Partido Liberal) et le Parti social-libéral (Partido Social libéral) peuvent être considérés comme des partis libéraux[réf. nécessaire]. Le parti centriste du Mouvement démocratique brésilien (Partido Democrático ne Movimento Brasileiro) adopte une position libérale[réf. nécessaire].